# Кун Жун
Кун Жун (*孔融, 153 —208) — китайський державний діяч та поет часів занепаду династії Хань, один з «Семи мужів».

## Життєпис
Народився в області Лу (частина сучасної провінції Шаньдун). У 163 році разом із батьками переїздить до столиця Лояна, де отримав класичну освіту у вченого Лі Іна. Замолоду виявив здібності до державних справ. У 190 році призначається очільником м. Бейхай в провінції Цін. На цій посаді багато зробив щодо відродження міста. Незабаром після призначення витримав облогу одного з очільників повстання Жовтих пов'язок. За успішні дії у 195 році отримує посаду губернатора провінції Цін.
У 196 році вимушений воювати про військ Юань Таня, сина Юань Шао, що боровся за владу із Цао Цао. Кун Жун зазнав поразки, у полон потрапила його родина. Сам Жун втік до Сючана, згодом стає міністром при імператорському дворі. На цій посаді намагався протидіяти амбіціям Цао Цао. Унаслідок чого на деякий час Куна Жуна було усунено з посада, проте незабаром Цао Цао повернув його на державну службу.
В подальшому Кун Жун регулярно висловлював незгоду із рішеннями Цао. Зрештою у 208 році його було заарештовано, а згодом страчено разом із родиною.

## Творчість
Був членов літературної групи «Семи мужів». Відомо про 25 віршів у жанрах фу та юефу, з яких дотепер знано лише про 5 критичних творів. Мішенню своєю критики він обрав могутнього Цао Цао. «Наклеп і брехня шкодять справедливості», — писав він в одному зі своїх творів. Особливо цікаві вірші, написані поетом у в'язниці, куди заточив його Цао Цао. В них Кун Жун говорить про чесних, прямих людей, про їх благородні вчинки.
Також є автором твору «Роздуми про літературу», де аналізувалися тенденції розвитку складання поем, прози.